# Coupe de la Ligue belge de football
La Coupe de la Ligue Professionnelle ou Coupe de la Ligue Pro est une ancienne compétition belge de football. 

## Histoire
Une première version d'une coupe de 11 clubs à vocation professionnelle est disputée lors des saisons 1972-1973 et 1973-1974 peu de temps avant la fondation de la ligue pro. Cette compétition s'appelle alors la Coupe des Onze.
Lors d'une conférence de presse conciliante à Bruxelles, relayée le 10 avril 1973 dans la Gazet van Antwerpen, Mr Roger Petit secrétaire général du Standard de Liège, futur cofondateur et premier président de la ligue professionnelle, a donné quelques détails pour promouvoir cette nouvelle compétition qui pour différentes raisons peut être considérée comme mort-née: "cette compétition sert à exprimer les liens réciproques qui existent entre les clubs par un premier contact sur leur stade et confirmer leur volonté d'améliorer le spectacle sportif proposé au public et en particulier dans les différents domaines qui les concernent capacité du jeu précision sur le terrain par le respect de son métier et de ses adversaires, néanmoins en se donnant à fond durant le match."
Elle fut par la suite abandonnée une première fois à l'issue de la troisième édition en 1975. Elle s'est redéroulée à quatre reprises, une fois en 1986 sous la dénomination officielle de Callebaut Cup à la suite du parrainage par la chocolaterie Callebaut puis trois fois de 1998 à 2000 sous la dénomination officielle de Nissan Cup à la suite du parrainage de Nissan. Lors des trois dernières éditions, le vainqueur était qualifié pour la Coupe Intertoto, mais les clubs et les chaînes de télévision belges ne sont pas parvenus à se mettre d'accord sur le montant des droits de retransmission, elle a donc de nouveau été abandonnée.
Le 10 décembre 2010, le Standard de Liège propose de redisputer la coupe de la ligue pro, lors des discussions concernant l'avenir du championnat de Belgique. Mais il n'a pas été suivi par les autres clubs de l'élite.

## Palmarès
| Année | Vainqueur         | Finaliste                | Score        | Lieu                                         |
| ----- | ----------------- | ------------------------ | ------------ | -------------------------------------------- |
| 1973  | RSC Anderlecht    | RFC Liège                | 2-0 2-3      | Stade Vélodrome de Rocourt Stade Émile Versé |
| 1974  | RSC Anderlecht    | Standard de Liège        | 1-0 1-0      | Stade Emile Versé Stade de Sclessin          |
| 1975  | Standard de Liège | RSC Anderlecht           | 1-1 3-2      | Stade de Sclessin Stade Émile Versé          |
| 1986  | RFC Liège         | RSC Anderlecht           | 2-0          | Bosuilstadion                                |
| 1998  | KFC Lommel SK     | KFC Germinal Ekeren      | 2-1          | Stade Soeverein                              |
| 1999  | Saint-Trond VV    | KFC Germinal Ekeren      | 4-3          | Staaien                                      |
| 2000  | RSC Anderlecht    | Royal Excelsior Mouscron | 2-2, 5-3 tab | Le Canonnier                                 |

## Source
Archives de FOOT 100 asbl